# عصب مدین
عصب مدین (مدیان) از پیوند طناب داخلی و خارجی شبکه بازویی ایجاد می‌شود. ریشه‌های عصبی آن شامل ریشه‌های قدامی اعصاب نخاعی گردنی تحتانی (C5 الی C8) و اولین عصب سینه‌ای (T1) است. این عصب در تأمین حس دست در نیمه خارجی و کف دست، نقش داشته و همچنین عصب رسانی بسیاری از ماهیچه‌های ساعد و دست (ماهیچه‌های برجستگی بزرگ کف دست (تنار) و ماهیچه‌های کرمی دست (لومبریکال) را برعهده دارد.

## مسیر
عصب مدین از اجتماع دو ریشه که یکی از طناب خارجی (C5-C6-C7) شبکه بازویی و دیگری طناب داخلی (C8-T1) شبکه بازویی می‌آیند، در لبه تحتانی ماهیچه سینه‌ای کوچک (پکتورالیس مینور) یکی می‌شوند، شکل می‌گیرد. این دو ریشه سومین قسمت سرخرگ زیربغلی (آگزیلاری) را دربر می‌گیرند. سپس در جلو یا خارج سرخرگ به هم می‌پیوندند.
عصب مدین از کنارهٔ زیرین ماهیچه گرد بزرگ (ترس ماژور) از زیر بغل وارد بازو می‌شود و به‌طور عمودی در سمت داخل بازو در محفظه (کمپارتمان) قدامی پایین می‌آید. عصب مدین پس از تشکیل نخست تا محل اتصال ماهیچه غرابی‌بازویی (کوراکوبراکیالیس) به استخوان بازو، در طرف خارج سرخرگ بازویی (براکیال) فرود می‌آید و از این پس از جلوی سرخرگ بازویی عبور کرده و در طرف داخل سرخرگ قرار می‌گیرد و تا حفره آرنج (کوبیتال) فرود می‌آید به عبارتی در نواحی فوقانی، عصب مدین در سمت خارج سرخرگ بازویی، و در نواحی پایین‌تر به سمت داخل سرخرگ بازویی آمده و در جلوی آرنج قرار می‌گیرد.
عصب مدین در حفره آرنجی در داخل ماهیچه دوسر بازو (بای‌سپیتال) داخلی، در پشت نیام دوسر بازویی در جلوی ماهیچه بازویی (براکیالیس) و در طرف داخل سرخرگ بازویی قرار گرفته و به قسمت خم‌کننده (فلکسوری) ساعد رفته و از بین دو سر اتصالی ماهیچه درون‌گردان گرد (پروناتور تِرِس) عبور کرده وارد ساعد می‌شود.
عصب مدین جز شاخه ارتباطی با عصب ماهیچه‌ای پوستی (ماسکولوکوتانئوس) هیچ شاخه اصلی در بازو ندارد. شاخه‌ای که از آن به ماهیچه درون‌گردان گرد می‌رود، از بالای مفصل آرنج مبدأ می‌گیرد.
عصب مدین در ساعد:
عصب پس از گذر از میان دو سر اتصالی ماهیچه درون‌گردان گرد، حفره آرنج را ترک و وارد ساعد می‌شود و از زیر قوس وتری دو مبدأ اتصالی ماهیچه خم‌کننده سطحی انگشتان دست (فلکسور دیژیتوروم سوپرفیشیالیس) (دو مبدأ اتصالی هومرو اولنار و رادیال) گذشته و در سطح عمقی آن قرار می‌گیرد.
عصب مدین در ساعد در طول یک خط مستقیم و در زیر نیام خم‌کننده سطحی انگشتان دست به سمت پایین می‌رود و در بالای مچ دست تقریباً ۵ سانتی‌متر بالاتر از نگهدار خم‌کننده دست (فلکسور رتیناکولوم) به سمت خارج عضله رفته و سطحی‌تر می‌شود و بین زردپی‌های خم‌کننده سطحی انگشتان دست و ماهیچه خم‌کننده مچ به زند زبرین (فلکسور کارپی رادیالیس) قرار می‌گیرد. اگر زردپی ماهیچه دراز کف‌دستی (پالماریس لونگوس) وجود داشته باشد از جلو و عقب آن عبور می‌کند. عصب مدین با عبور از دالان مچ دست (تونل کارپال) در زیر نگهدار خم‌کننده دست از ساعد خارج و وارد کف دست می‌شود و بلافاصله به پنج تا شش شاخه تقسیم می‌شود.
شاخه‌های عصب مدین در ساعد:
شاخه‌های این بخش، ماهیچه‌ای، مفصلی، بین استخوانی قدامی، کف‌دستی و ارتباطی می‌باشد. شاخه‌های عضلانی، همه عضلات سطحی خم‌کننده به جز ماهیچه خم‌کننده مچ به زند زیرین (فلکسور کارپی اولناریس) و همه ماهیچه‌های عمقی به جز نیمه زند زیرین (اولنار) ماهیچه عمقی خم‌کننده انگشتان دست (فلکسور دیژیتوروم پروفوندوس) را عصب‌دهی می‌کند. در بالای ساعد (در حفره آرنج) شاخه‌هایی برای ماهیچه درون‌گردان گرد، ماهیچه خم‌کننده مچ به زند بالایی، ماهیچه دراز کف‌دستی و ماهیچه خم‌کننده سطحی انگشتان دست از عصب جدا می‌شود. شاخه مربوط به انگشت اشاره در قسمت میانی ساعد از عصب مدین جدا می‌شود و گاهی از عصب بین استخوانی می‌آید. در مجاورت آرنج از عصب مدین جدا شده و وارد مفصل آرنج و مفصل زندبالایی‌زندپایینی (رادیواولنار) فوقانی می‌شود.

## عصب‌دهی حسی
شاخه‌های مفصلی عصب مدین به مفاصل آرنج و مفصل میان زند زبرین (رادیوس) و زند زیرین (اولنا) در قسمت فوقانی (مفصل زندبالایی‌زندپایینی فوقانی) می‌روند. عصب بین استخوانی جلویی که از عصب مدین منشعب می‌گردد، مفاصل مچ دست و مفصل میان زند زبرین و زند زیرین در قسمت تحتانی (مفصل زندبالایی‌زندپایینی تحتانی) را عصب‌رسانی می‌کند.
عصب مدین وظیفه عصب دهی حسی به ناحیه خارجی کف دست (بیش از نیمی از ناحیه کف دست) و جلوی انگشتان شست، اشاره (سبابه) و انگشت میانی را برعهده دارد. خالص‌ترین محل عصب دهی عصب مدین در دست، پوست سطح کف‌دستی (پالمار) نوک انگشت نشانه‌است.

## عصب دهی حرکتی
در سه ناحیه قابل بررسی است:
- ناحیه بازو
- ناحیه ساعد
- ناحیه کف دست

### در ناحیه بازو
عصب مدین در ناحیه بازو، ماهیچه درون‌گرداننده گرد (پروناتور ترس) را عصب دهی می‌کند.

### در ناحیه ساعد
ماهیچه‌هایی که در ناحیه ساعد توسط عصب مدین، عصب‌رسانی می‌شوند عبارتند از:
- ماهیچه درون‌گرداننده گرد
- ماهیچه دراز کف‌دستی (پالماریس لونگوس)
- ماهیچه خم‌کننده سطحی انگشتان دست (فلکسور دیژیتوروم سوپرفیشیالیس)
- ماهیچه خم‌کننده مچ به زند زبرین (فلکسور کارپی رادیالیس)
- ماهیچه عمقی خم‌کننده انگشتان دست (فلکسور دیژیتوروم پروفوندوس). قسمت مربوط به انگشتان اول و دوم از عصب مدین و انگشتان سوم و چهارم توسط عصب زند زیرین (عصب اولنار) عصب‌دهی می‌شوند.
- ماهیچه دراز خم‌کننده شست (فلکسور پولیسیس لونگوس)
- درون‌گرداننده مربعی (پروناتور کوادراتوس)

سه ماهیچه درون‌گرداننده مربعی، خم‌کننده بلند شست و خم‌کننده عمقی انگشتان (مربوط به انگشتان اول و دوم) از طریق عصب بین استخوانی جلویی (قدامی) که یک شاخه از عصب مدین است، عصب رسانی می‌گردند.

### در ناحیه کف دست
عصب مدین در دست به ماهیچه‌های زیر می‌رود:
- ماهیچه کوتاه خم‌کننده شست دست (فلکسور پولیسیس برویس)
- ماهیچه کوتاه دورکننده شست دست (ابداکتور پولیسیس برویس)
- ماهیچه روبه‌روکننده شست دست (اپوننس پولیسیس)
- ماهیچه‌های کرمی (لومبریکال‌ها). عصب مدین، اولین و دومین کرمی (لومبریکال) و عصب زند زیرین، سومین و چهارمین کرمی را عصب‌رسانی می‌کند.

## آسیب عصب مدین
ضایعه عصب مدین منجربه اختلالات حسی-حرکتی و مشکلات سمپاتیکی می‌گردد. احتمال آسیب در سه ناحیه بازو، آرنج و مچ دست وجود دارد. هرچه ضایعه در سطحی بالاتر باشد (مثلاً در بازو)، به همان نسبت علایم و مشکلات بیمار نیز بیشتر خواهد بود. برخی از عواملی که ممکن است باعث ضایعه عصب مدین گردند عبارتنداز:
- شکستگی استخوان‌ها به ویژه بازو و انتهای تحتانی زند زبرین (رادیوس)
- گیرافتادن عصب مدین در مجرای مچ دست که به نشانگان مجرای مچ دستی[۳] معروف است.
- فشار به عصب مدین در ناحیه ساعد به علت خونریزی و تورم شدید
- بریدگی‌ها به خصوص در ناحیه انتهایی ساعد و مچ دست
- دررفتگی در قسمت مچ دست (به ویژه دررفتگی استخوان هلالی[۴])

## نگارخانه

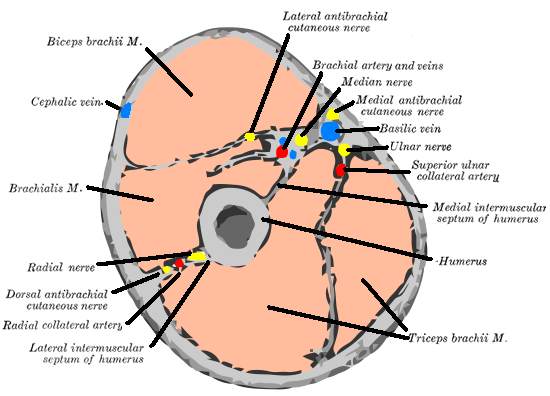
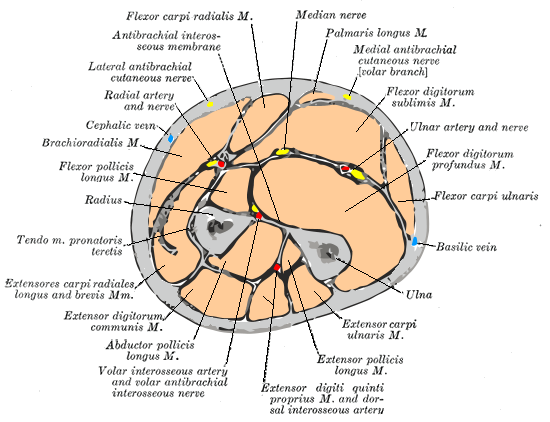
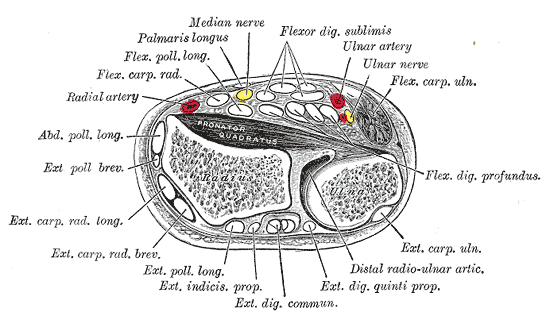
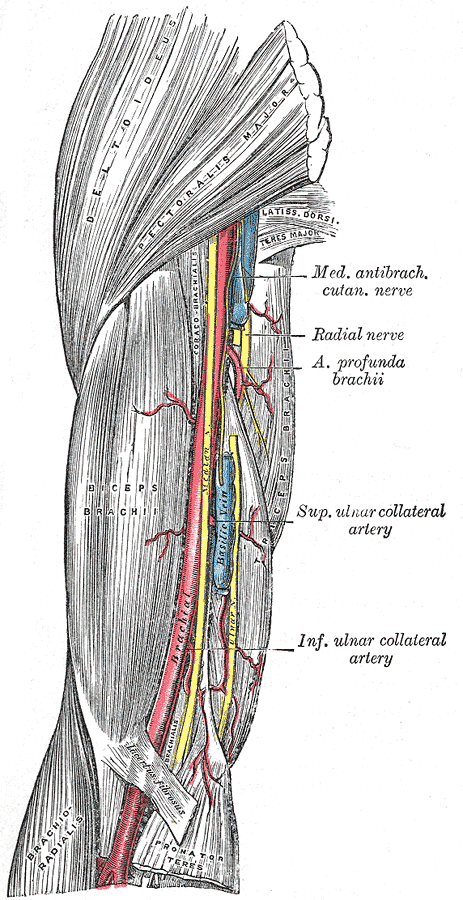
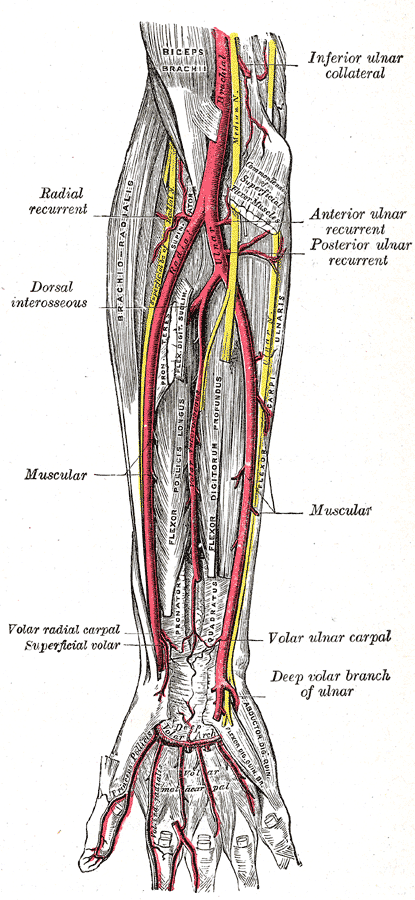
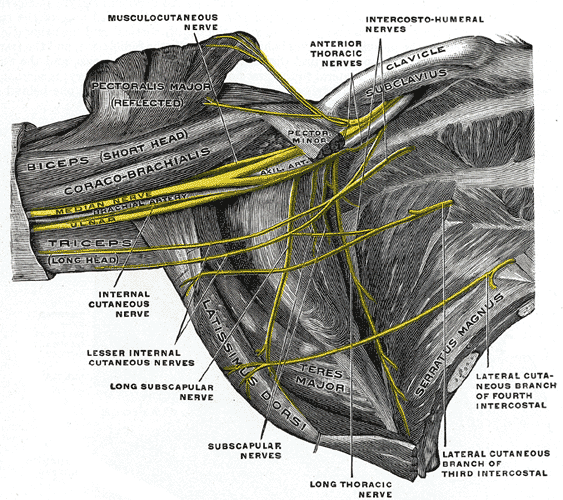
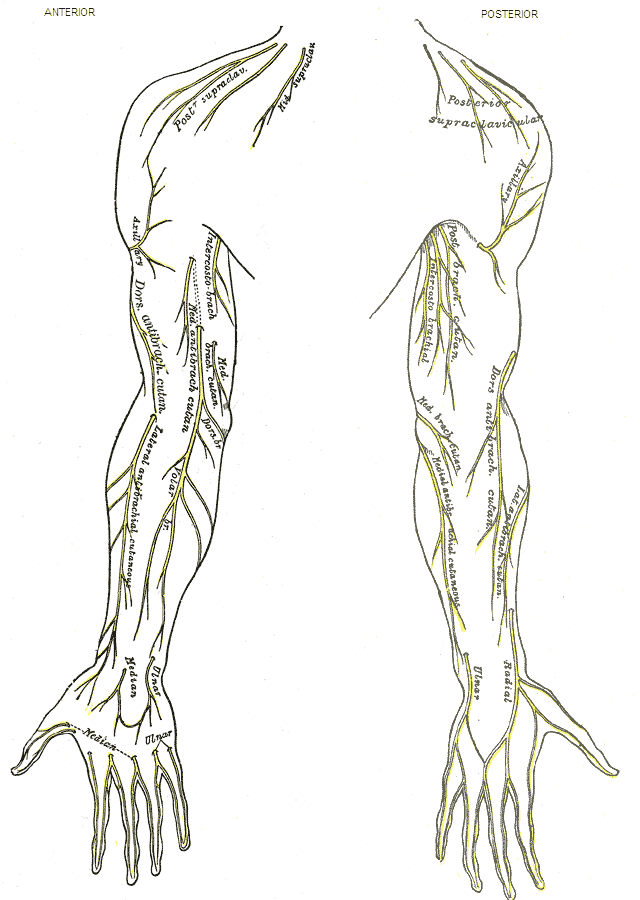
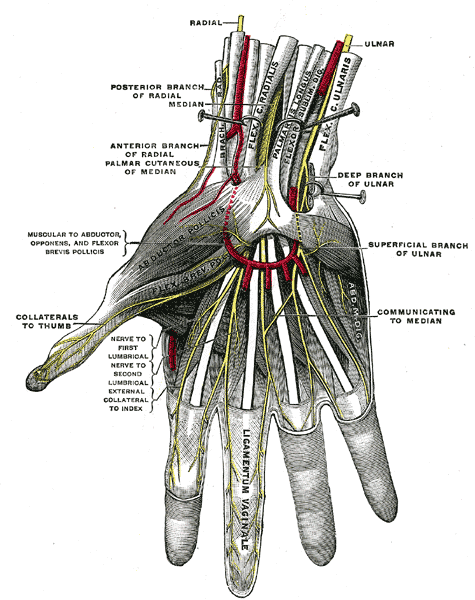
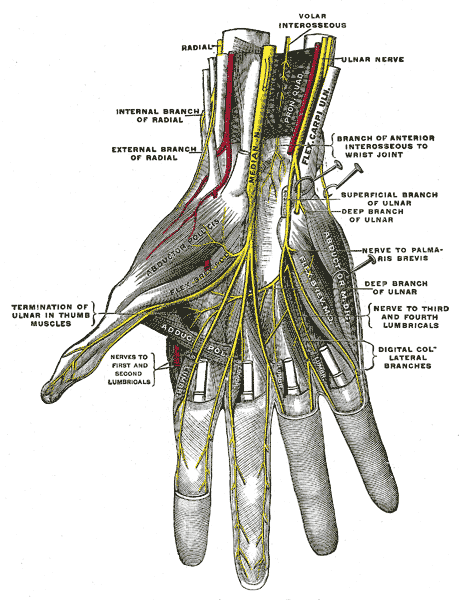
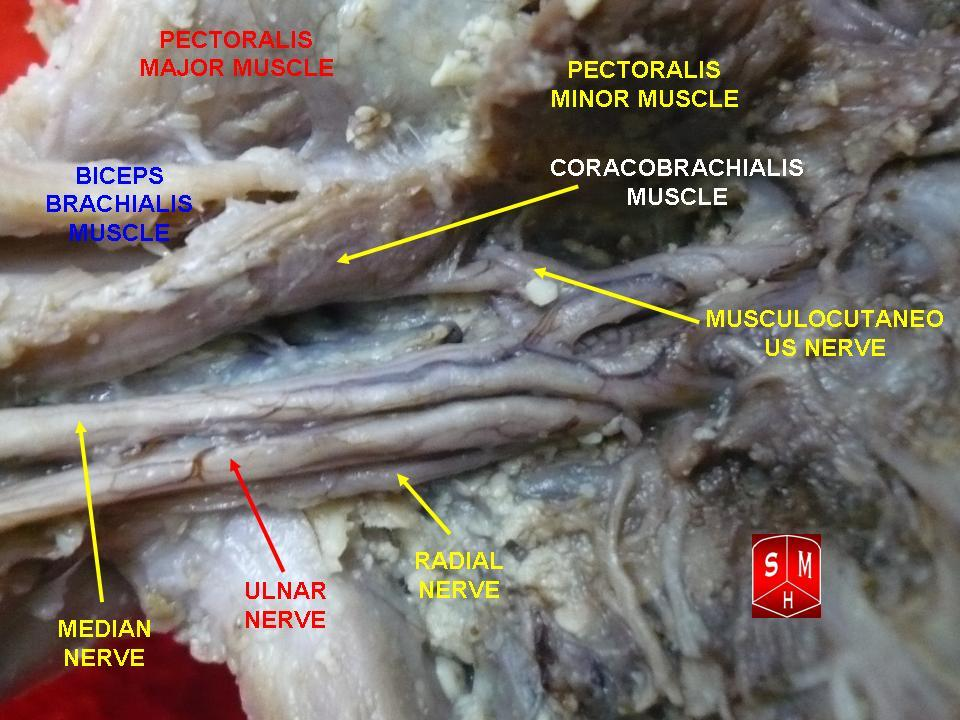
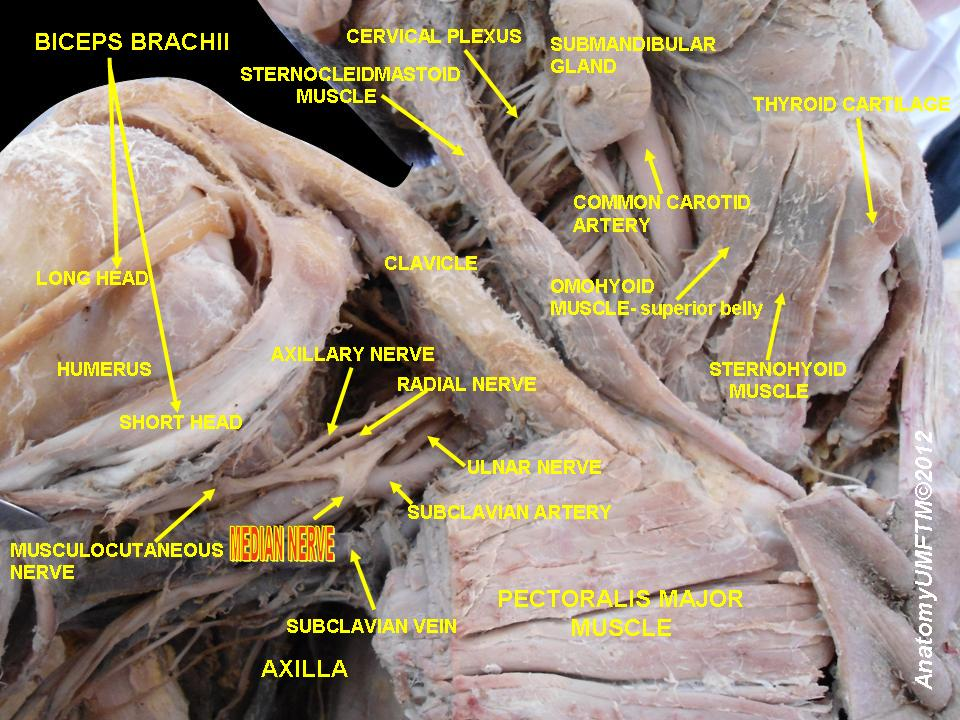
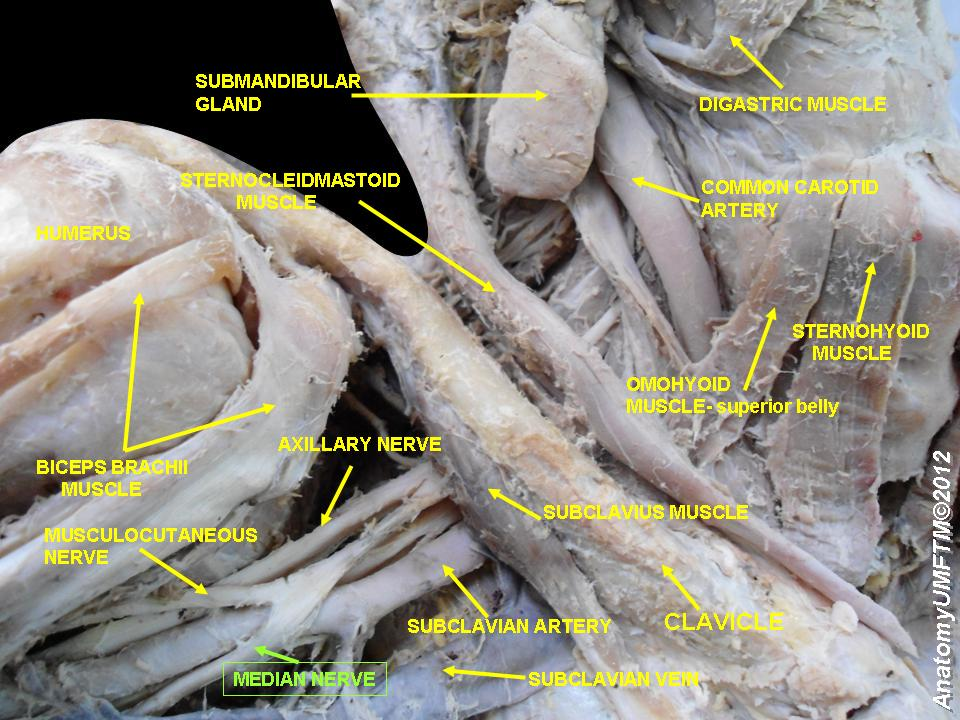
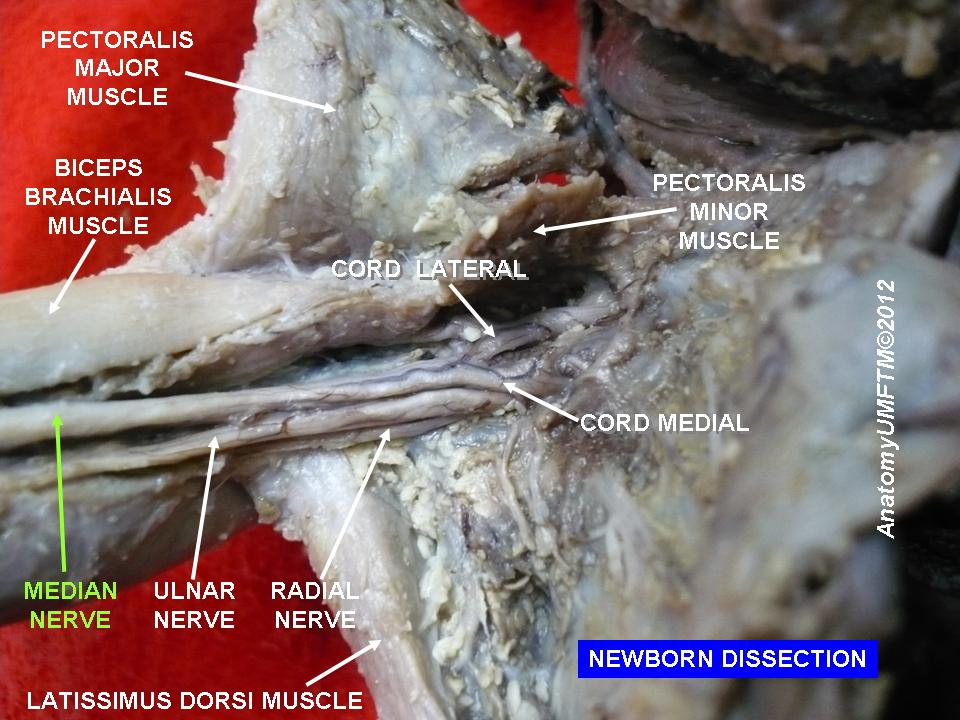
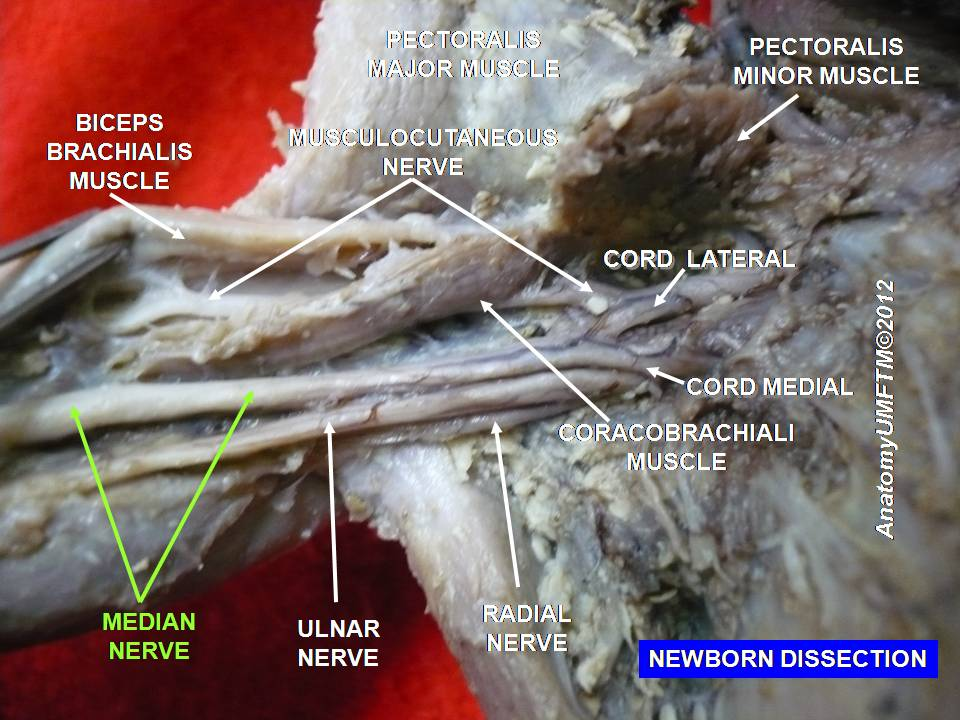
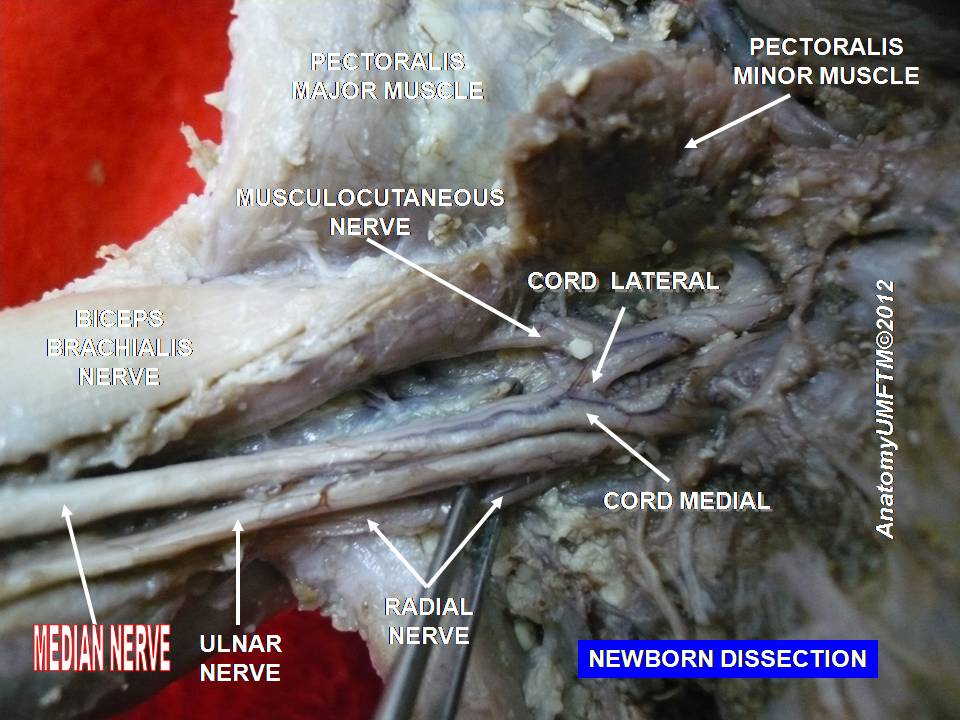
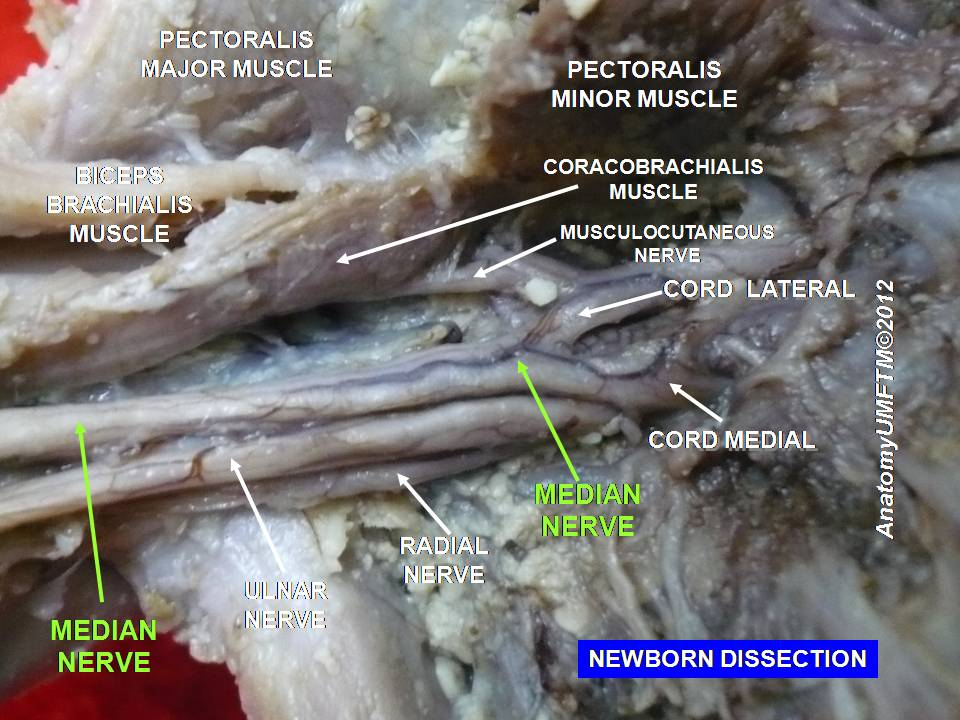
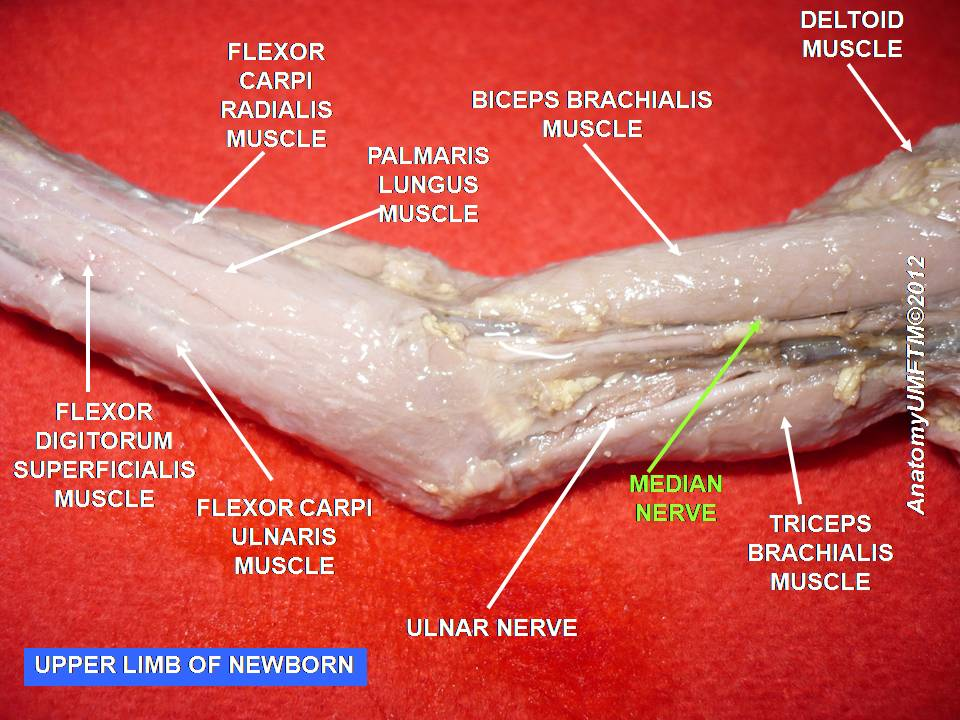
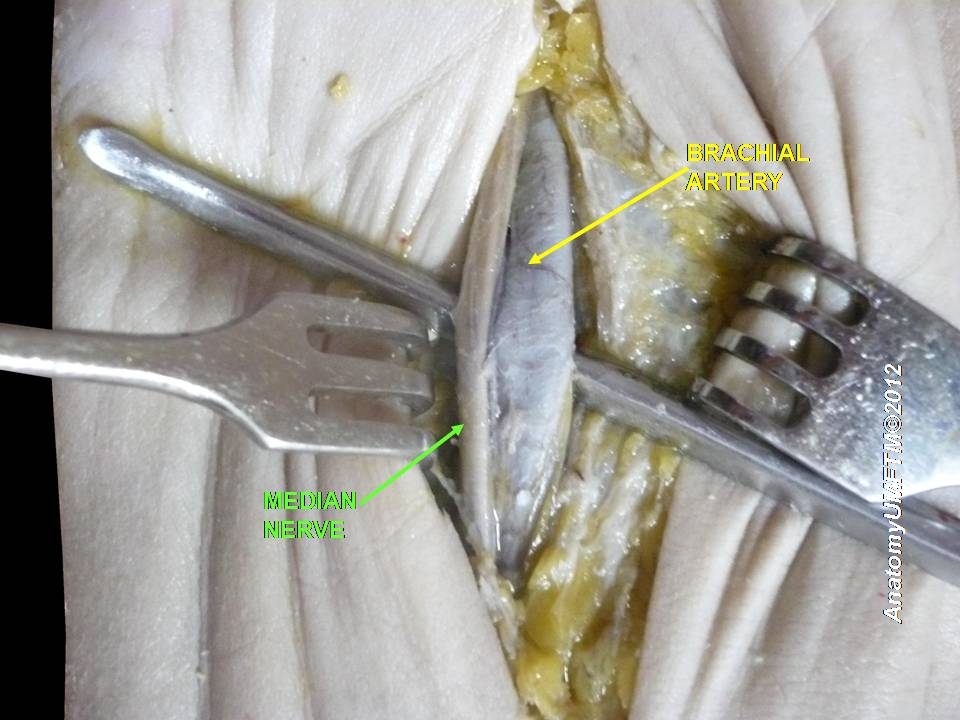
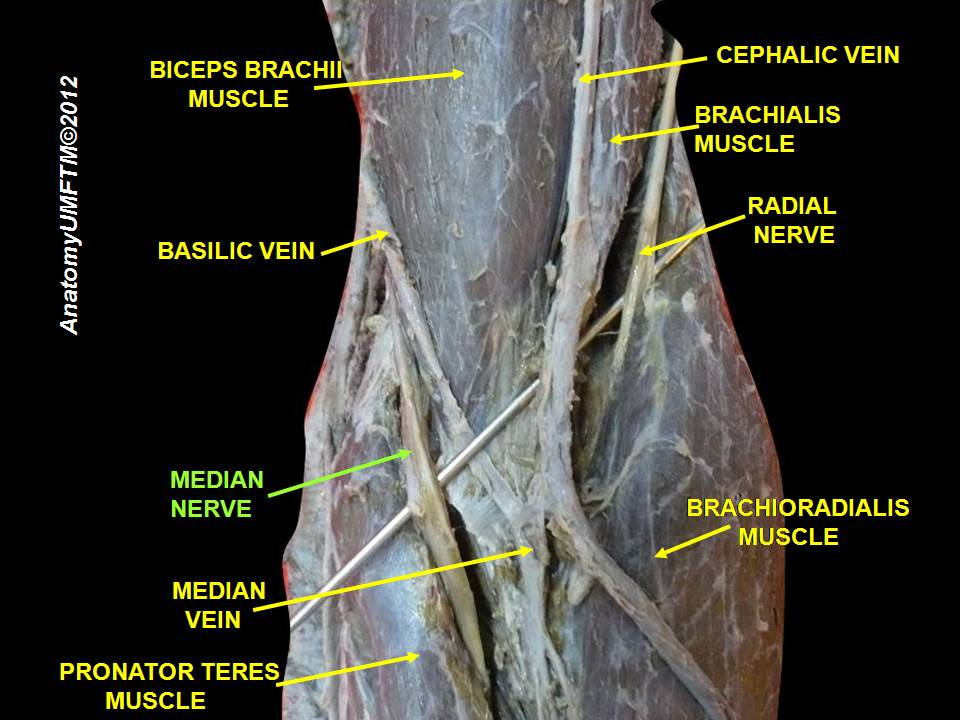
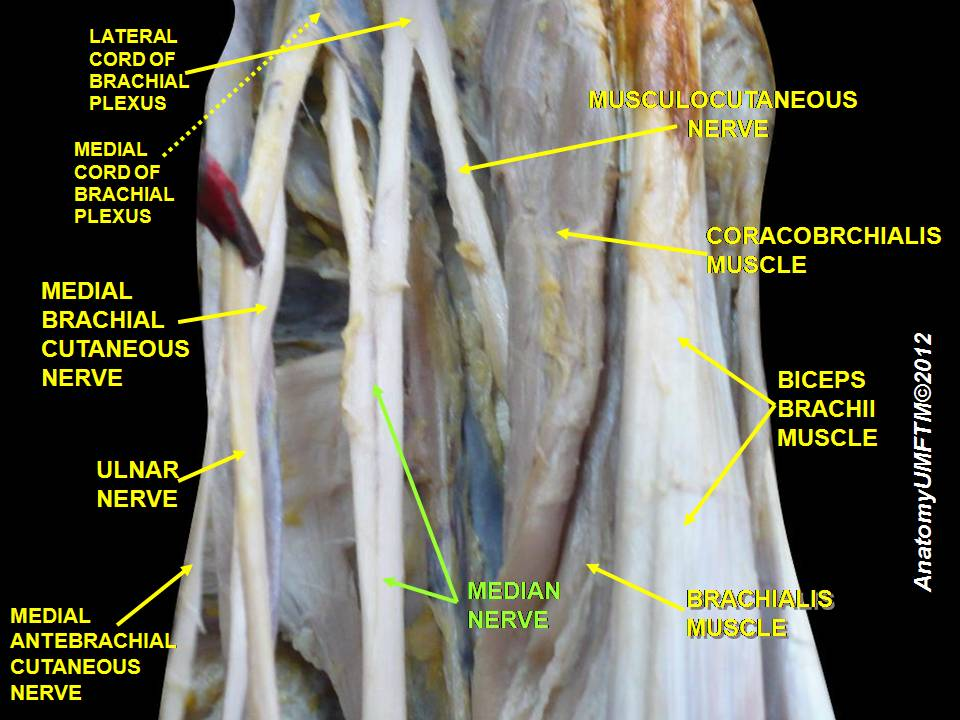
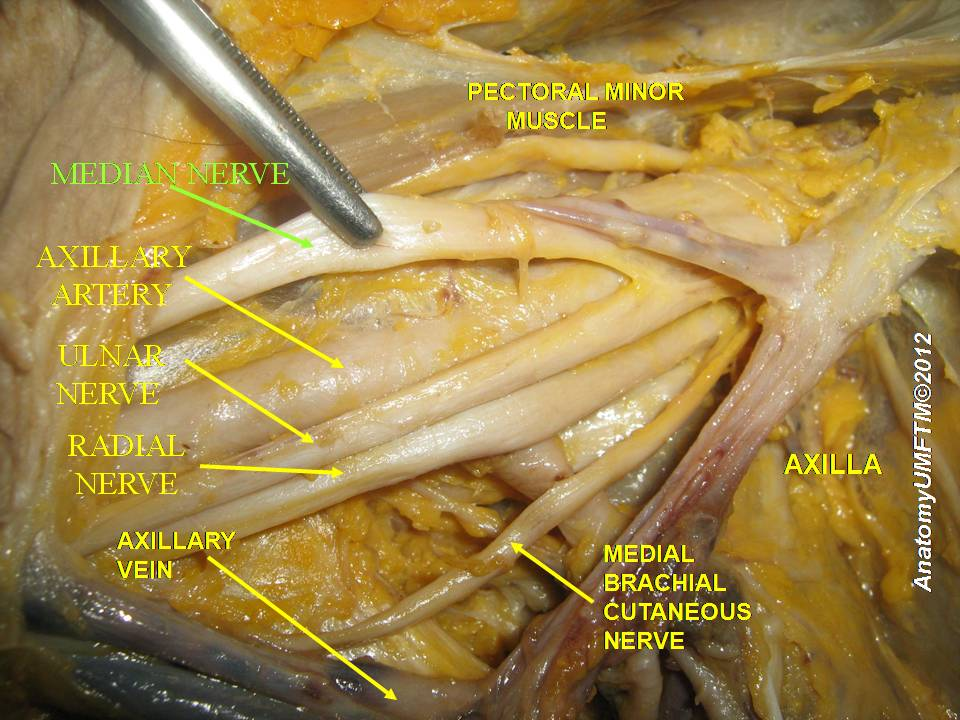
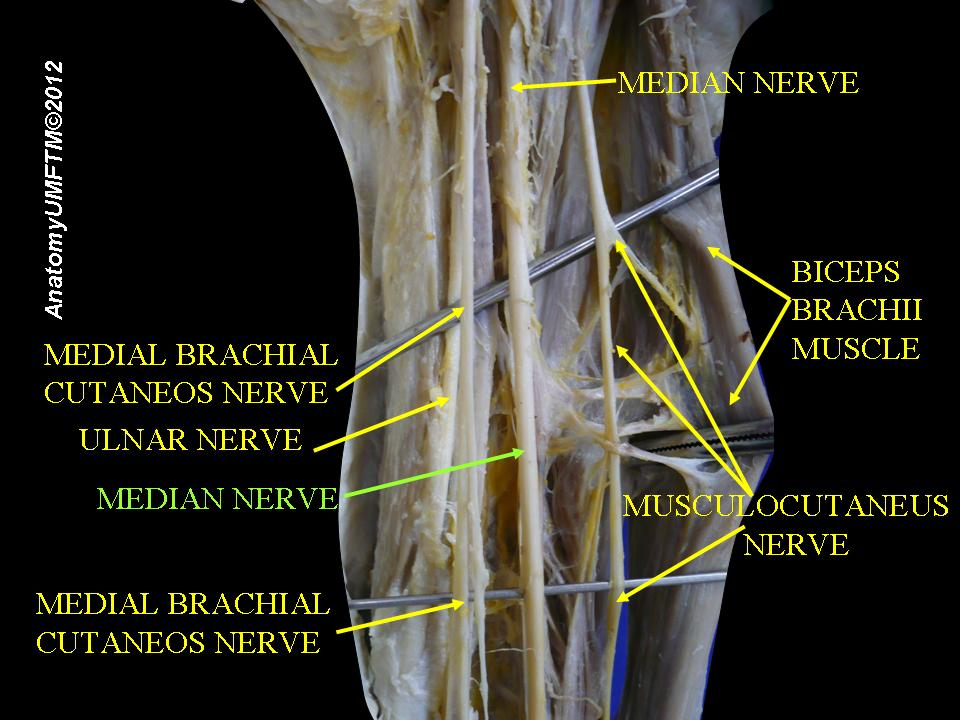
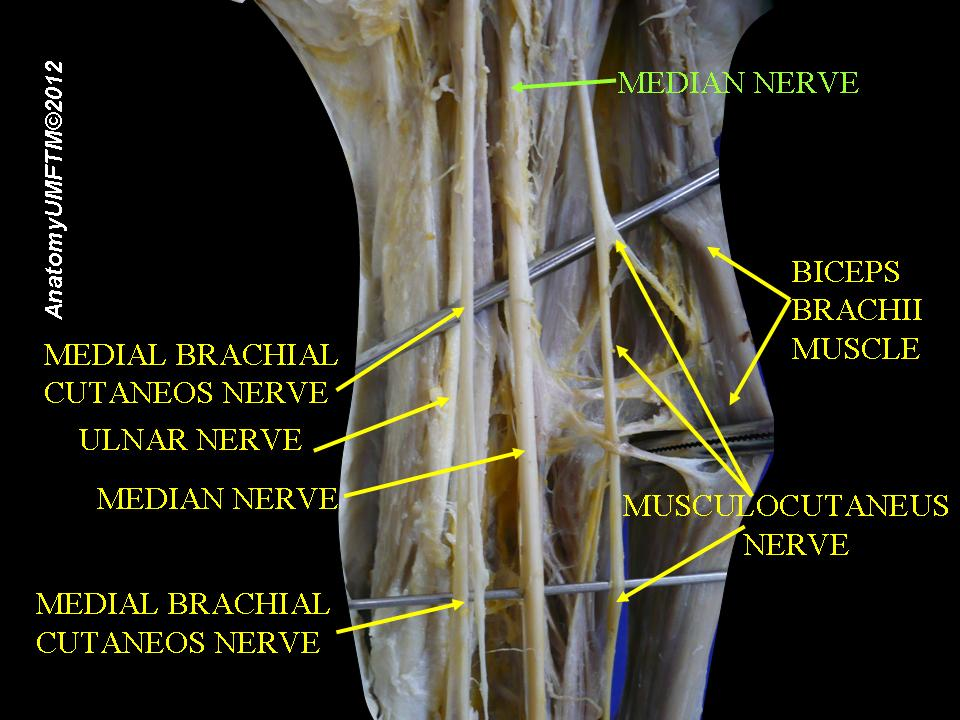